# Rosenbauer RT/RTX

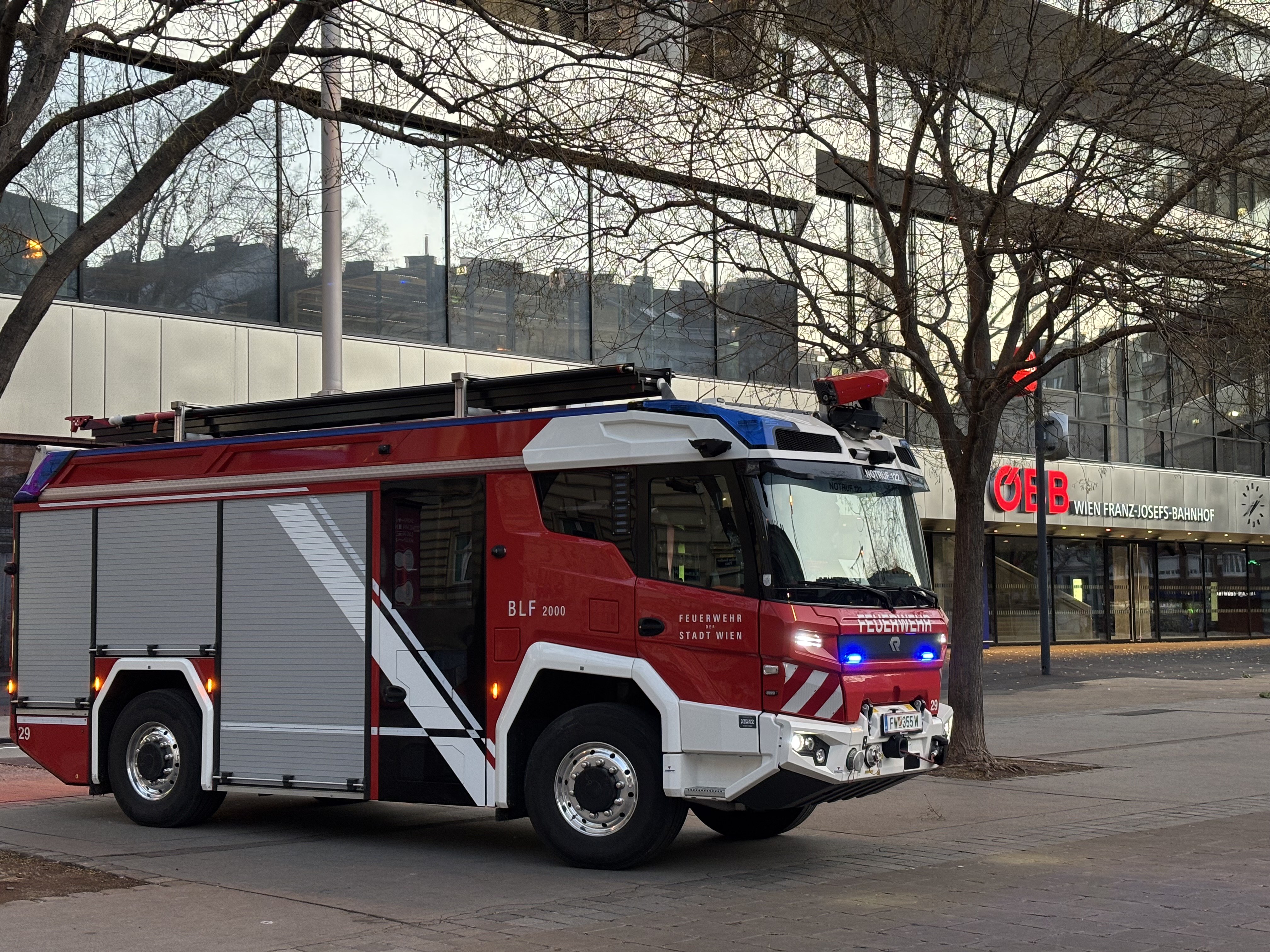
RT der Wiener Berufsfeuerwehr vor dem Wien Franz-Josefs-Bahnhof

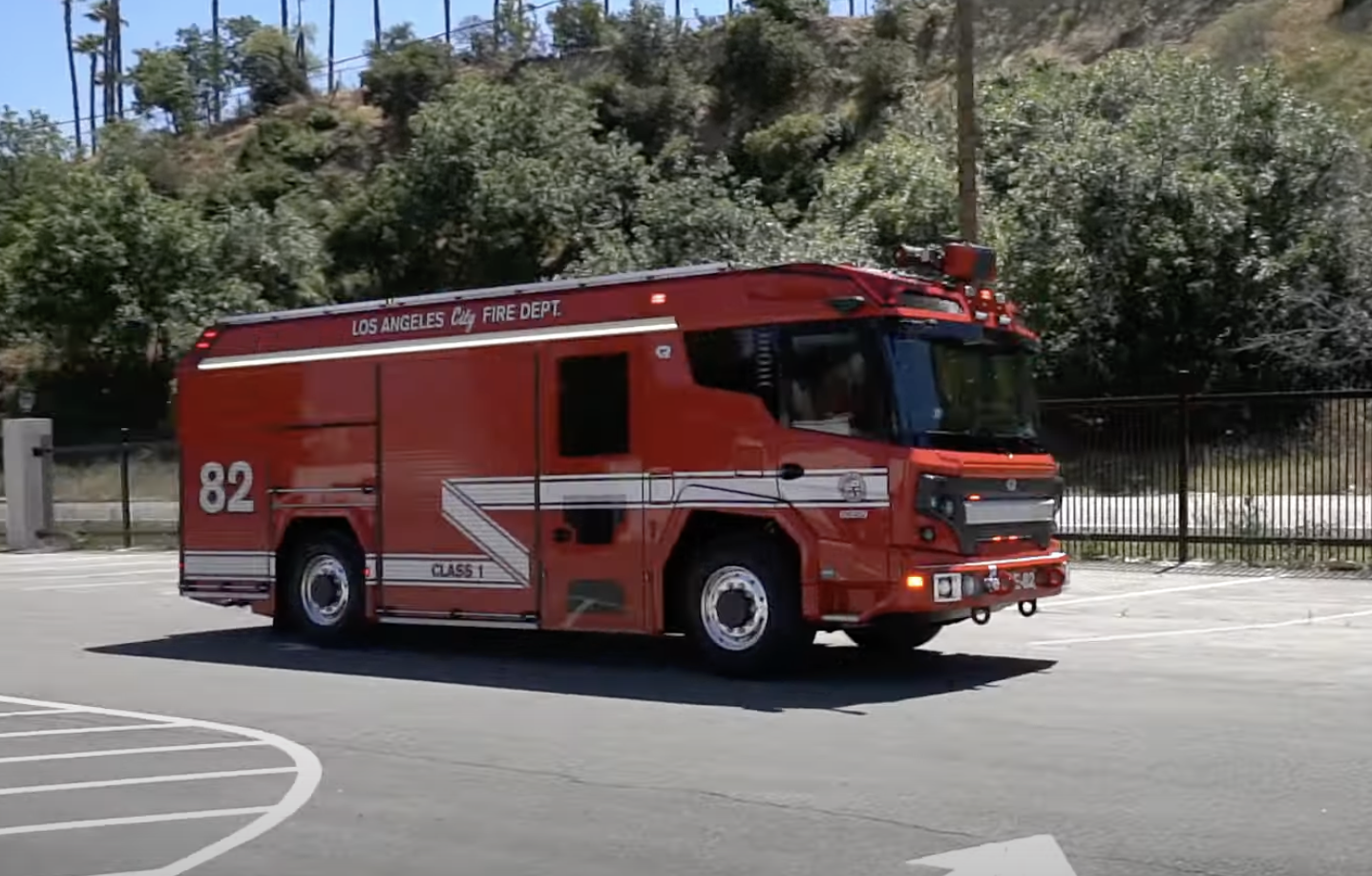
RTX des Los Angeles Fire Department

Rosenbauer RT/RTX ist eine elektrisch angetriebene-Löschfahrzeug-Serie des Feuerwehrgeräteherstellers Rosenbauer. Der Antriebsstrang wurde zusammen mit Volvo Penta entwickelt und verfügt über einen Range Extender auf dem Dach des Fahrzeuges. Es ist daher als serieller dieselelektrischer Plug-in-Hybrid mit großen Pufferbatterien zu sehen.

## Geschichte
2016 zeigte Rosenbauer erstmals das Konzept eines elektrisch angetriebenen Löschfahrzeuges. In den darauf folgenden Jahren wurde der Concept Firetruck (CFT) zur Serienreife herangeführt und unter dem Namen Revolutionary Technologie (RT) der Öffentlichkeit gezeigt und somit auch in das Namensschema der kommunalen Löschfahrzeuge eingereiht. Bei dem Fahrzeug handelt es sich um eine Entwicklung ohne konventionelles Fahrgestell. Es wurden drei seriennahe Prototypen im Rahmen einer feierlichen Übergabe an die Feuerwehren von Berlin, Amsterdam und Dubai übergeben, die dort getestet werden sollten. Seit 2022 wird das Fahrzeug in Serie gefertigt.

## Fahrzeugklassen

### Rosenbauer CFT
Rosenbauer zeigte mit dem Concept Firetruck (CFT) 2016 die Grundlage für die neue Fahrzeugklasse elektrisch angetriebener Feuerwehrfahrzeuge. Diese wurde dann weiterentwickelt in die Rosenbauer RT/RTX-Reihe.
Das Fahrgestell ist mit zwei Antriebssträngen mit je einem Elektromotor auf der Hinterachse und einem auf der Vorderachse ausgestattet. Zwischen den Antriebssträngen liegt eine Hochvoltbatterie. Zusätzlich verfügt das Fahrzeug über einen elektrischen Range Extender (Sechszylinder-BMW-Dieselmotor und 200 kW) mit Generator auf dem Dach. Fällt der Akkustand unter 20 %, springt der Range Extender selbsttätig an und lädt den Akku per Generator nach.
Der Antriebsstrang besteht aus einem Elektromotor in Längsachse verbaut, einem Differentialgetriebe und zwei Rädern, die lenkbar in Einzelradaufhängung ausgeführt sind.
Die Bodenfreiheit kann über eine Luftfederung variabel von 150 bis 350 mm stufenlos eingestellt werden.
Alle Geräte sind über CAN-Bus-Technologie miteinander verbunden.
Die Löschanlage ist mit einer Normaldruckpumpe NH35 (FPN 10-3000 und FPH 40-400 nach DIN EN 1028) ausgestattet. Diese kann elektrisch (Regelfall) oder mechanisch (bei niedrigem Akkustand, über den Range Extender) angetrieben werden. Der Wassertank ist 1200 l groß. Druckausgänge befinden sich am Fahrzeug beidseits und vorne.
Die Beleuchtung ist rein in LED-Technik ausgeführt.
Das Fahrzeug ist mit einer integrierten Fahrzeugkabine mit Kommandozentrale ausgestattet. Besatzung 1+7, Einstiegshöhe 150 mm.
Die verbaute Hochvoltbatterie mit 20 kWh lässt sich mit bis zu 3,6 KW nachladen.
Länge × Breite × Höhe: 7600 × 2350 × 3065 mm, Radstand 3800 mm, Leergewicht 10500 kg, Gesamt 17600 kg

### Rosenbauer RT
Der Rosenbauer RT ist die Weiterentwicklung des Rosenbauer CFT und ist mit einer Batterien im Fahrzeugboden und einer stehend hinter der Kabine, mit je 66 kWh brutto aufgebaut.
Der RT verfügt auch über ein pneumatisches Fahrwerk und eine Hinterachslenkung mit optionalem Hundegang.

#### Deutschland

HLF 20 der FF Ennepetal
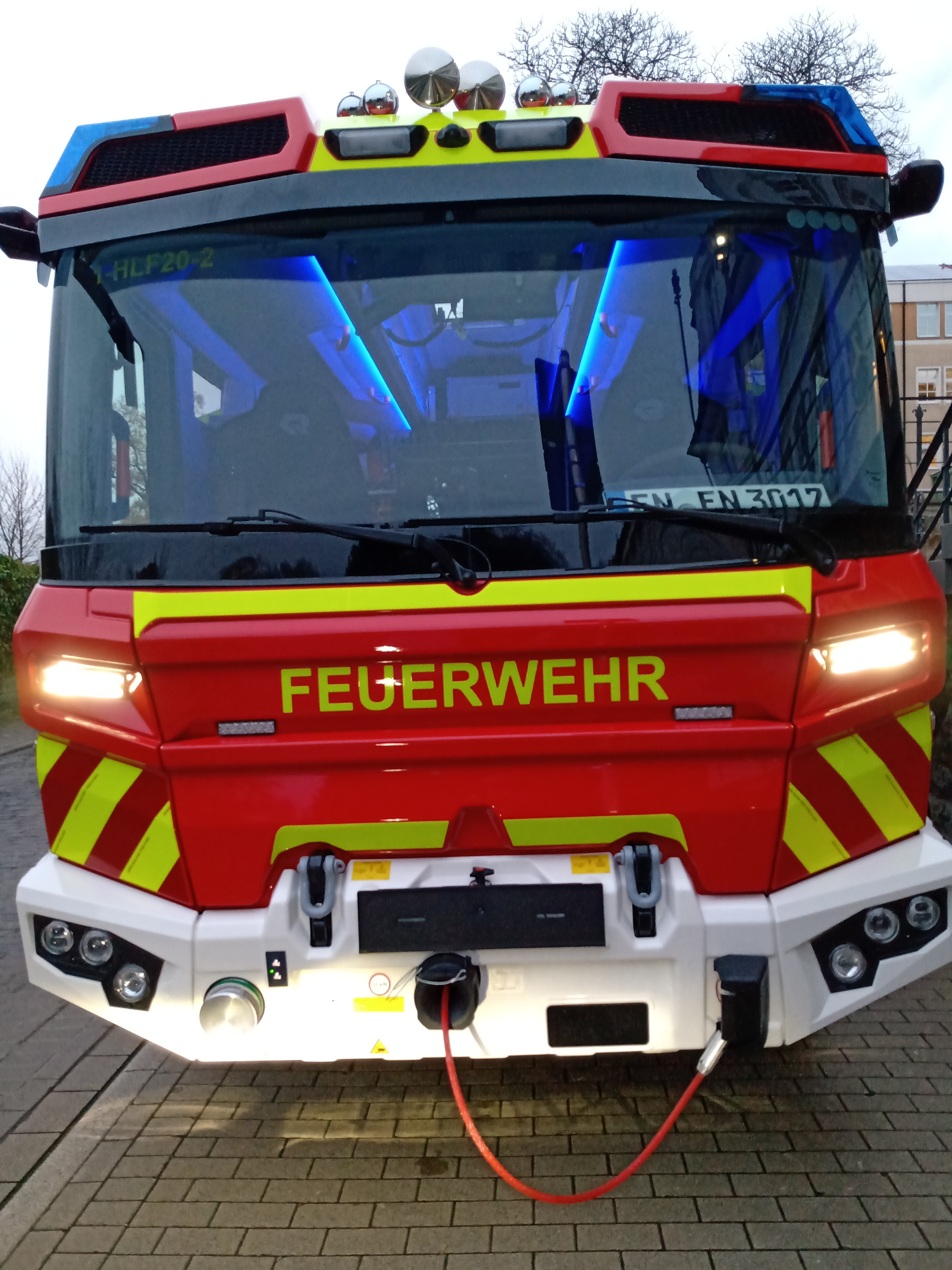
Von vorne
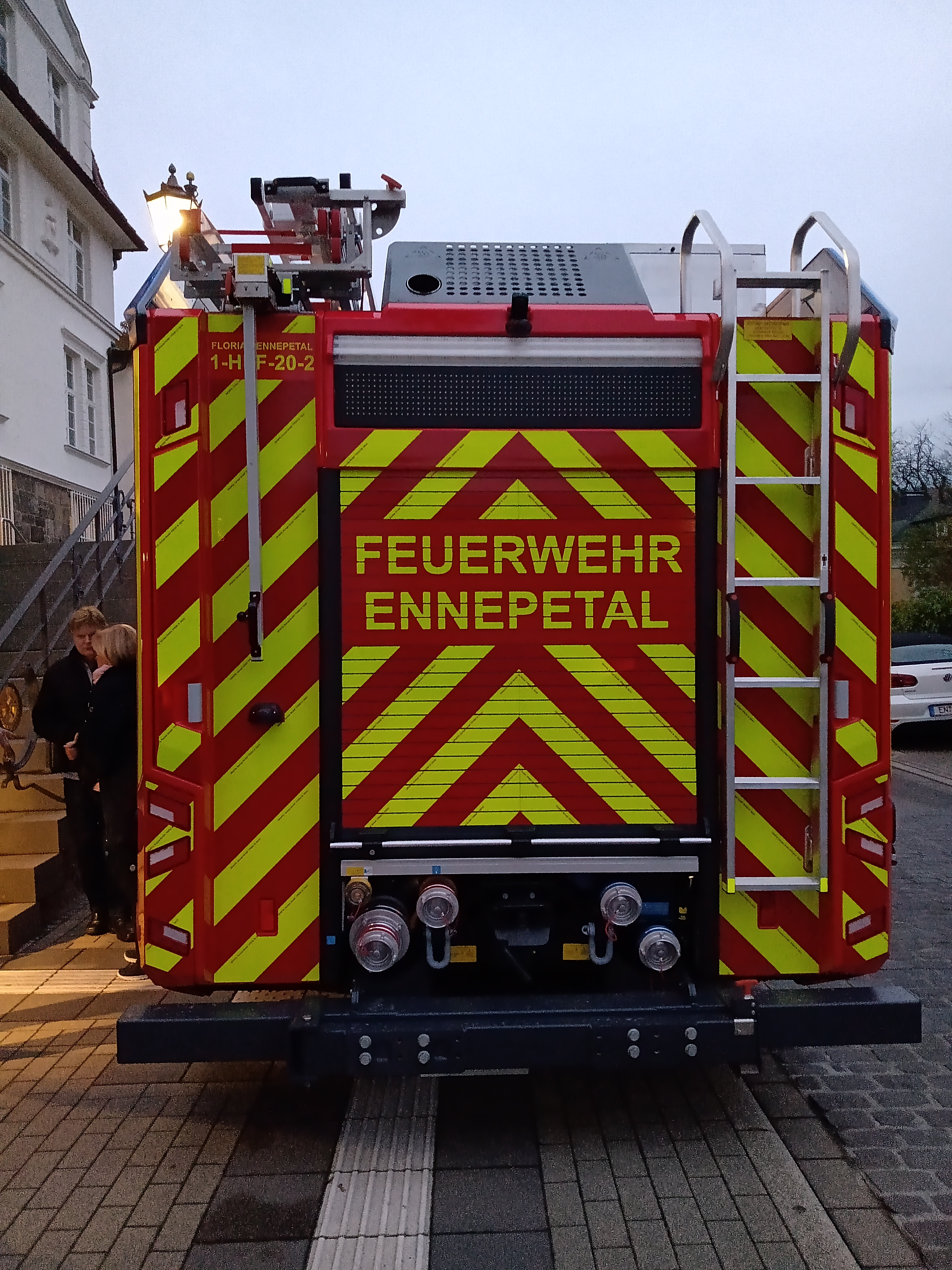
Von hinten

| Standort               | Bundesland          | Anzahl |
| ---------------------- | ------------------- | ------ |
| WF Porsche Stuttgart   | Baden-Württemberg   | 1      |
| WF Böhringer Ingelheim | Rheinland-Pfalz     | 1      |
| WF TU München          | Bayern              | 2      |
| FF Nörvenich           | Nordrhein-Westfalen | 1      |
| FF Ennepetal           | Nordrhein-Westfalen | 2      |
| FW Berlin              | Berlin              | 6      |
| FW Hamburg             | Hamburg             | 3      |
| WF Tesla Grünheide     | Brandenburg         | 1      |

Die Berliner Feuerwehr testete bis März 2022 ein elektrisches Lösch- und Hilfeleistungsfahrzeug (eLHF) und bestellte 2022/2023 auf dieser Basis fünf weitere. Am Prototyp wurden im Anschluss an den Probebetrieb einige Prototypenkomponenten gegen Serienkomponenten getauscht. Somit stehen der Berliner Feuerwehr voraussichtlich ab 2024 sechs eLHF zur Verfügung.

#### International
Berufsfeuerwehr Basel
Die Berufsfeuerwehr Basel hat vier Rosenbauer RT beschafft.
Brandweer Amsterdam
Amsterdam hat wie Berlin auch einen Prototyp für Tests in Dienst gestellt. Dieses Fahrzeug ist aktuell als Mietfahrzeug in den Niederlanden unterwegs, jedoch nicht mehr bei der Brandweer Amsterdam.
Dubai Civil Defence
Dubai hat ebenfalls einen Rosenbauer RT geleast.
Berufsfeuerwehr Wien
Die Berufsfeuerwehr Wien stellte zwei Rosenbauer RT als Basislöschfahrzeuge in Dienst.
Pariser Flughäfen
Im Juli 2024 lieferte Rosenbauer zwei RT an Groupe ADT für die Nutzung an den Pariser Flughäfen Charles-de-Gaulle und Orly.

### Rosenbauer RTX
Für den Rosenbauer RTX wurde die technische Auslegung des Rosenbauer RT dem Regelwerk der amerikanischen National Fire Protection Association (NFPA) angepasst.
Los Angeles, CA LAFD
Auf der Amerikatour wurde der CFT auch in Los Angeles für Demonstrationszwecke vorgestellt. Das LAFD gab im Februar 2020 die Fertigung eines RTX in Auftrag, der 2022 geliefert wurde.
Saint Paul, MN
Saint Paul bestellte im März 2023 einen RTX.
Vancouver, British Columbia
Mit dem Vancouver Fire Rescue Services stellte im Dezember 2023 erstmals eine kanadische Feuerwehr einen RTX in Dienst.